# Крокша (приток Сахи)
Крокша (Крёкша) — ручей в Ярославской области России, одна из малых рек бассейна реки Волга; впадает в реку Саху, которая в свою очередь впадает в реку Ухру, а та в Волгу.
Длина — 17 км. Площадь водосборного бассейна — 36 км².

## Берег
Большая часть реки заросла деревьями и кустарником. На берегах реки Крекша располагаются деревни Путиловка, Курякино, Студенец Тутаевского района Ярославской области.
В реке построены бочаги для купания и ловли рыбы. По берегам реки лежат огромные валуны, принесённые в Ледниковый период.

## Физические сведения
Основное питание Крекши осуществляется болотами в верховье (40 %), снеговыми (20 %), грунтовыми (30 %) и дождевыми (10 %) водами. Естественный режим характеризуется весенним половодьем (апрель — июнь), малой водностью в период летней и зимней межени и осенними дождевыми паводками (октябрь).
Замерзает полностью в конце ноября, вскрывается в апреле.
В Крекше обитает около 10 видов рыб, из них важнейшие лещ, судак, сом, щука, карась.